# Théophile Alexis Durand
Théophile Alexis Durand (1855 - 12 de janeiro de 1912) foi um botânico francês.
Se casou com Sophie van Eelde. Em 1910 foi presidente do Congreso Mundial de Botânica, em Bruxelas.
Desenvolveu o suplemento do Index Kewensis, desde 1901 a 1906, junto com Benjamin D. Jackson (1846 - 1927).